# ماری گروبر
ماری گروبر (آلمانی: Marie Gruber; ۱۱ ژوئن ۱۹۵۵ – ۸ فوریهٔ ۲۰۱۸) یک هنرپیشه اهل آلمان بود.
از فیلم‌ها یا برنامه‌های تلویزیونی که وی در آنها نقش داشته‌است می‌توان به کتاب‌خوان، سه و فرانتس  اشاره کرد.